# Sigtunadosan

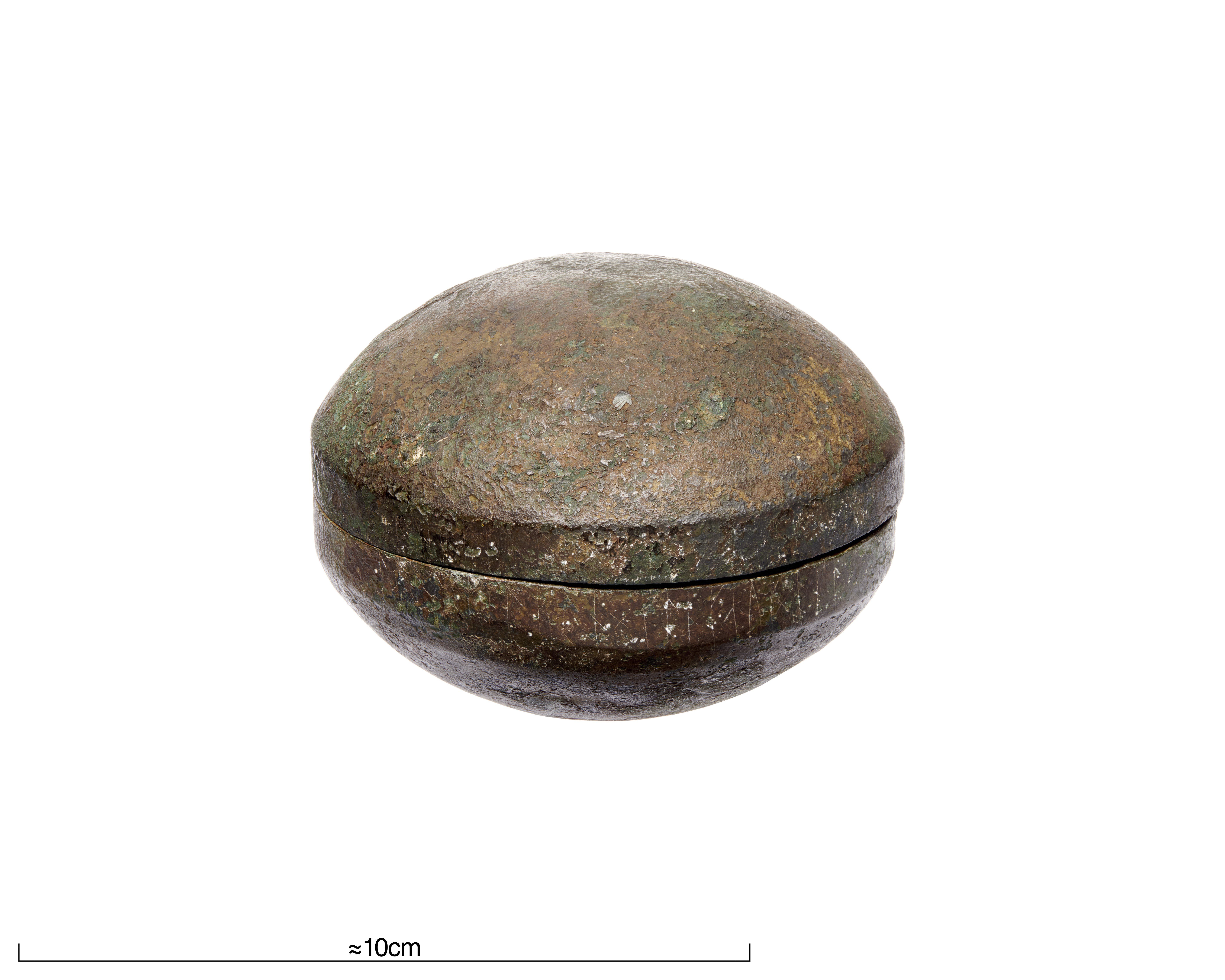
Vågdosan

Sigtunadosan är en koppardosa från första halvan av 1000-talet som hittades i Sigtuna 1911. Dosan har innehållit en hopfällbar våg och vikter av en typ som var vanlig bland köpmän. På dosan finns två runinskrifter: en överdel som berättar vem som äger dosan och var den har inhandlats, och en underdel som är en dikt på drottkvätt som varnar tjuvar från att stjäla den.

## Upptäckt
Dosan hittades i augusti 1911 i en trädgård i Sigtuna. Den innehöll en grovkornig massa med små metallbitar av påtaglig tyngd. Innehållet var inneslutet i ett hölje som upphittaren liknade vid bränt papper och som genast föll sönder vid beröring. Upphittaren tömde ut innehållet i trädgården innan någon hann undersöka det. Dosan skickades till Statens historiska museum där den tunna och delvis sönderärgade runinskriften upptäcktes.

## Inskrifter
Överdelen
tiarfr fik af × simskum × mani × skalaR × þis[aR] × i [c:a 10 runor får plats här] ati × in uirmuntr × faþi × runar × þisar
"Djärv förvärvade av en man från Samland denna våg i ...land. Och Värmund ristade dessa runor."
Simskum skulle förutom Samland även kunna syfta på Semgallen.
Underdelen
fuhl × ualua × slait × faluan × fan kauk × a nas auka
"En fågel sönderslet den likbleke rövaren
Man såg på asgöken, hur den svällde"
Ualua är troligtvis besläktat med gotiskans wilwa, som betyder rövare. Kauk a nas, "på asgöken", är en kenning för korp som även förekommer i andra fornnordiska verser. Det ensamma a:et är en postpositiv form, något som främst förekommer i poesi. Texten är på drottkvätt, ett västnordiskt versmått, men runorna och stavningen tyder på att författaren var svensk.